# Anja Weber
Anja Weber (Wetzikon, 29 giugno 2001) è una fondista e triatleta svizzera.

## Biografia

### Carriera sciistica
Attiva dal marzo del 2016, la Weber ai Mondiali juniores di Oberwiesenthal 2020 ha vinto la medaglia d'oro nella staffetta; ha esordito in Coppa del Mondo l'11 dicembre 2021 a Davos in una sprint (54ª), ai Giochi olimpici invernali a Pechino 2022, dove si è classificata 55ª nella 10 km e 49ª nella sprint, e ai Campionati mondiali a Planica 2023, dove si è piazzata 35ª nella 10 km, 31ª nella 30 km, 5ª nella sprint a squadre e 10ª nella staffetta. Il 13 dicembre 2024 ha conquistato il primo podio in Coppa del Mondo, nella sprint a squadre disputata a Davos (3ª), e ai successivi Mondiali di Trondheim 2025 ha vinto la medaglia di bronzo nella sprint a squadre ed è stata 19ª nella sprint e 19ª nello skiathlon.

## Palmarès

### Sci di fondo

#### Mondiali
- 1 medaglia:
  - 1 bronzo (sprint a squadre a Trondheim 2025)

#### Mondiali juniores
- 1 medaglia:
  - 1 oro (staffetta a Oberwiesenthal 2020)

### Coppa del Mondo
- Miglior piazzamento in classifica generale: 48ª nel 2024
- 3 podi (a squadre):
  - 3 terzi posti